# Euplexia habilis
Euplexia habilis är en fjärilsart som beskrevs av Saalmüller 1891. Euplexia habilis ingår i släktet Euplexia och familjen nattflyn. Inga underarter finns listade i Catalogue of Life.